# 吉田東伍
吉田 東伍（よしだ とうご、元治元年4月14日〈1864年5月19日〉 - 大正7年〈1918年〉1月22日）は、日本の歴史学者、地理学者（歴史地理学）。新潟県出身。「大日本地名辞書」の編纂者として知られる。日本歴史地理学会（日本歴史地理研究会）の創設者の一人。

## 人物・生涯
元治元年（1864年）4月14日（4月10日とする資料もある）、越後国蒲原郡保田村（現：阿賀野市安田）の豪農旗野家の子（三男）としてに生まれる。吉田姓は養子先であり、1884年（明治17年）12月から名乗った。1874年（明治7年）に小学校を出たのち、近所の英国人について英語を4年間学び、村で英学者ともてはやされる。1875年（明治8年）、11歳の時から新潟学校（後の新潟英語学校）中学部を3年ほどで中退後、学校教育を受けずに独学で小学校教員となる。1884年（明治17年）、中蒲原大鹿新田（新潟市秋葉区）の吉田家の養子となり結婚する。1885年（明治18年）、1年志願兵として仙台兵学校に入営する。休日には仙台師範学校の図書館（旧仙台藩の図書を収蔵）に通う。翌年、帰郷する。1887年（明治20年）、24歳の時、小学校正教員の検定に合格し、北蒲原郡水原小学校訓導となった。この頃、歴史・地理・天文のほか考古学・人類学に関心をもつ。1889年（明治22年）水原小学校を辞職。
1890年（明治23年）、27歳での結婚後に単身北海道に渡る。大富源開拓の夢は破れたが、そこから『史学雑誌』に寄稿した「古代半島興廃概考」が学者の注意を引き、落後生という筆名で続々史論を発表し注目された。特に『史海』への投書論考が主筆田口卯吉らの注目をひき、学界への登竜門となった。1891年（明治24年）郷土に帰り、親戚の市島謙吉を頼って上京し、市島が主筆を務める読売新聞社に入社し、「徳川政教考」を『読売新聞』に連載。また、2年足らずで膨大な『日韓古史断』（1893年、30歳）を書き上げ、翌年『徳川政教考』を出版し、歴史家としての地位を固めた。
1895年、日清戦争に記者として従軍した頃から、1893年に官撰日本地誌の編纂事業が中止されており、その事業を独力で継ごうという意思の表れでもあり、また、日本の地名の変遷を記した研究がないことに気付き、13年かかって『大日本地名辞書』11冊を完成した。原稿の厚さ5mに及ぶ質量とも古今未曾有の大地誌で、今日でも刊行されている。
歴史地理学のほか日本音楽史の造詣も深く、とくに能楽研究に意を注ぎ、『世子六十以後申楽談儀』（『申楽談儀』）を校訂、これが世阿弥伝書の発見につながる契機となった。その後、吉田が『花伝書』と命名した『風姿花伝』をはじめ，当時発見された世阿弥の著書16部を収めた『世阿弥十六部集』を校注し、従来の観阿弥・世阿弥像を一新させ、近代能楽研究の出発点となった。
晩年は宴曲（早歌）研究に努め、東儀鉄笛（とうぎてつてき）の協力で宴曲再興を試み、私財を投じて『宴曲全集』を公刊して研究の基礎を築いた。
他にも、社会経済史の分野では『庄園制度之大要』が、近代史の分野では『維新史八講』があり、現代より過去にさかのぼるという歴史的視野の問題を含む通史『倒叙日本史』（全12巻）もある。
東京専門学校（早稲田大学の前身）文学部史学科講師となり、以後、国史、日本地誌、明治史、日本地理を担当、のちに教授となり、さらに維持員、理事に就任した。1918年（大正7年）尿毒症のため急死した。

### 家族
次男の吉田千秋は琵琶湖周航の歌の原曲の作曲者。三男の吉田冬蔵は英文学者で新潟大学文学部教授を務めた。長女のイツは三輪田高等女学校を出て、佐伯叔作（東京法学院卒、名古屋信託重役、日清生命保険支配人）に嫁いだ。

## 年譜
- 元治元年4月14日（1864年5月19日） - 越後国蒲原郡保田村（現在の阿賀野市）保田に旗野木七の三男として生まれる。
- 1873年（明治6年） - 叔父である旗野十一郎らが熱心に運動して設立された必勤舎（のちの保田小学校）へ入学。
- 1874年（明治7年） - 親元から離れて新潟町にあった県営の新潟学校（旧英学校）へ転校。10月母園子死去。
- 1876年（明治9年） - 新潟英語学校へ転校。
- 1877年（明治10年） - 新潟英語学校が新潟学校に合併されたのに伴い新潟学校中等部に在籍するも、12月に退学。
- 1881年（明治14年） - 出身地である新潟県安田町の歴史をまとめた「安田志料」を作り始める。この年、父木七死去。
- 1883年（明治16年） - 独学で小学校教員検定合格。中蒲原郡大鹿小学校教員となる。
- 1884年（明治17年） - 吉田家の長女カツミと結婚し、養子となる。新潟学校師範部に入学するも、まもなく退学。
- 1885年（明治18年） - 一年志願兵として仙台兵営に入る。
- 1890年（明治23年） - 北海道に渡る。翌年11月まで滞在。新聞・雑誌に「落伍生」などの筆名で投稿を始める。
- 1892年（明治25年） - 田口卯吉に対する反論を雑誌『史海』に投稿。北海道から上京、市島謙吉のところに身を寄せ、読売新聞入社。
- 1893年（明治26年） - 読売新聞に『徳川政教考』を連載。『日韓古史断』出版。
- 1894年（明治27年） -『徳川政教考』を刊行。
- 1895年（明治28年） - 日清戦争特派員。『大日本地名辞書』を起稿。
- 1899年（明治32年） - 『大日本地名辞書』の刊行が始まる。
- 1899年（明治32年） - 東京専門学校（翌年早稲田大学に改称）の講師となる。
- 1907年（明治40年） -『大日本地名辞書』完成。
- 1909年（明治42年） - 『能楽古典世阿弥十六部集』（校註）刊行。文学博士となる[9]。すでに早稲田大学で教鞭を取ってはいたが、学歴のない博士であった。
- 1911年（明治44年） - 『世阿弥十六部集註解』の連載始まる。
- 1914年（大正3年） - 『国史百科事典』（未完）の編集開始。横井春野編（著者名は東伍）『地理的日本歴史』出版。
- 1918年（大正7年）1月22日 - 千葉県本銚子町（現在の銚子市）にて死去。

## 著作

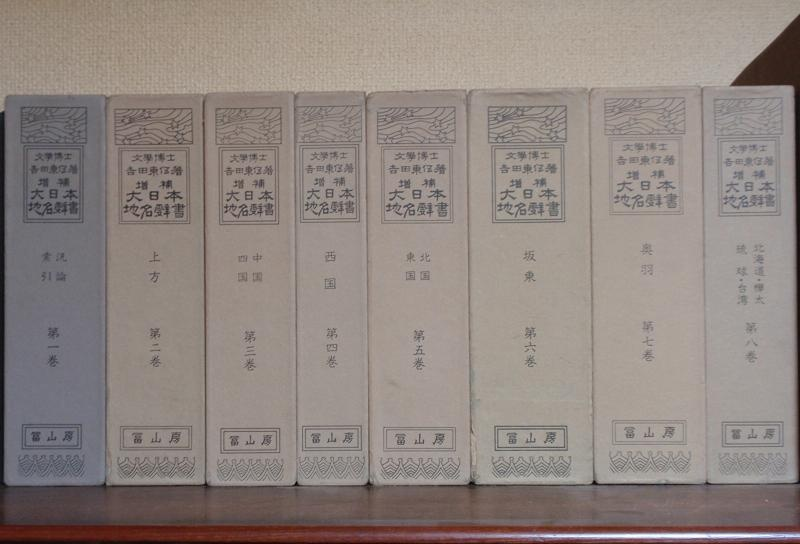
大日本地名辞書

### 単著
- 『日韓古史断』冨山房、1893年12月。 NCID BN08285635。全国書誌番号:60000424。
  - 『日韓古史断』冨山房、1977年10月。 NCID BN08823340。全国書誌番号:77012326。
- 『徳川政教考』 全2巻、冨山房〈冨山房叢書〉、1894年8月-1894年9月 エラー: 日付が正しく記入されていません。。 NCID BN08886271。全国書誌番号:40013613。
- 『海の歴史』宝永館、1900年12月。 NCID BN08173584。全国書誌番号:40011813。
- 『維新史八講』冨山房、1910年9月。 NCID BN0994557X。全国書誌番号:40013678。
- 『利根治水論考』日本歴史地理学会、1910年12月。 NCID BN13663108。全国書誌番号:40066623。
  - 『利根治水論考』崙書房、1974年12月。 NCID BA48806618。全国書誌番号:69023160。
- 『倒叙日本史』 全10冊・索引、早稲田大学出版部、1913年-1914年。 NCID BN08220447。全国書誌番号:43018465 全国書誌番号:48006368。
- 『明治時代史講習録』大正堂書店、1913年8月。 NCID BA78637225。全国書誌番号:43017930。
- 『倒叙日本史』 第1-10冊、早稲田大学出版部、1913年-1914年。 NCID BN08220447。全国書誌番号:43018465。
- 『地理的日本歴史』南北社、1914年10月。 NCID BN07158778。全国書誌番号:43018587。
- 『日本文明史話 生活と趣味より観たる』広文堂書店、1915年6月。 NCID BA29998500。全国書誌番号:43045529。
- 『庄園制度之大要』日本学術普及会〈歴史講座〉、1916年6月。 NCID BN08839908。全国書誌番号:43021552。
- 『新編日本読史地図』冨山房、1917年3月。 NCID BA36194831。全国書誌番号:43007007。
- 『維新史八講と徳川政教考』冨山房、1918年7月。 NCID BN06217372。全国書誌番号:43027106。
- 『日本歴史地理之研究』冨山房、1923年8月。 NCID BN11852868。全国書誌番号:43043042。
  - 『日本歴史地理之研究』冨山房、1975年8月。 NCID BN03998609。全国書誌番号:73013335 全国書誌番号:97071939。
- 『日本朝鮮比較史話』国史講習会〈国史講習録 第16巻〉、1924年8月。 NCID BN13639409。全国書誌番号:52009836。
- 『越後之歴史地理』万松堂新潟支店、1925年1月。 NCID BN08202966。全国書誌番号:43047861 全国書誌番号:60000418。
- 『明治史』 全2巻、早稲田大学出版部〈日本時代史 第13-14巻〉、1927年。 NCID BN09712378。全国書誌番号:47025845。
- 『大日本読史地図』蘆田伊人修補、冨山房、1935年6月。 NCID BN01540279。全国書誌番号:47008148 全国書誌番号:51008219。
  - 『大日本読史地図』蘆田伊人修補、冨山房、1980年6月。 NCID BN02280118。全国書誌番号:80028470。
  - 『大日本読史地図』蘆田伊人修補（覆刻新版）、冨山房、1992年11月。 NCID BA70789321。全国書誌番号:20296021。
- 『庄園制度之大要』日本学術普及会、1940年9月。 NCID BN08156508。全国書誌番号:46057813。
- 守屋健輔 編『利根の変遷と江戸の歴史地理 吉田東伍論文講演集』崙書房、1974年11月。 NCID BA47991547。全国書誌番号:73013214。
  - 守屋健輔 編『利根の変遷と江戸の歴史地理 吉田東伍論文講演集』（再版）崙書房、1988年12月。 NCID BN03610670。全国書誌番号:90010543。
- 『地理的日本史読本 神話時代から近代まで、軍略から治水まで』書肆心水、2009年8月。 NCID BA9140846X。全国書誌番号:21673924。

### 編集
- 『中古歌謡宴曲全集』早稲田大学出版部、1917年1月。 NCID BN08796554。全国書誌番号:43035998。

### 共編
- 河田, 羆、吉田, 東伍、高橋, 健自 編『日本読史地図 沿革考証 附・略説』冨山房、1897年1月。 NCID BN10275441。全国書誌番号:54007975。

### 校注
- 秦元能聞書『世子六十以後申楽談儀』池田信嘉、1908年7月。 NCID BA32561588。全国書誌番号:40075340。
- 『世阿弥十六部集 能楽古典』能楽会、1909年2月。 NCID BN12133721。全国書誌番号:40075338。
- 金春禅竹 著、池内信嘉 編『能楽古典禅竹集』能楽会、1915年3月。 NCID BN08630493。全国書誌番号:43022040。

### 大日本地名辞書
- 『大日本地名辞書』 第1-5冊、冨山房、1900年-1907年。 NCID BA33526957。全国書誌番号:47100143。
  - 『大日本地名辞書』 第1巻（汎論・索引）（増補版）、冨山房、1971年。 NCID BN03388415。全国書誌番号:73016643。
  - 『大日本地名辞書』 第2巻（上方）（増補版）、冨山房、1969年。 NCID BN03388415。全国書誌番号:73016644。
  - 『大日本地名辞書』 第3巻（中国・四国）（増補版）、冨山房。 NCID BN03388415。全国書誌番号:73016645。
  - 『大日本地名辞書』 第4巻（西国）（増補版）、冨山房、1971年。 NCID BN03388415。全国書誌番号:73016646。
  - 『大日本地名辞書』 第5巻（北国・東国）（増補版）、冨山房、1971年。 NCID BN03388415。全国書誌番号:73016647。
  - 『大日本地名辞書』 第6巻（坂東）（増補版）、冨山房、1970年。 NCID BN03388415。全国書誌番号:73016648。
  - 『大日本地名辞書』 第7巻（奥羽）（増補版）、冨山房、1970年。 NCID BN03388415。全国書誌番号:73016649。
  - 『大日本地名辞書』 第8巻（北海道・樺太・琉球・台湾）（増補版）、冨山房、1970年。 NCID BN03388415。全国書誌番号:73016650。

## 吉田東伍記念博物館
1970年代から博物館の開設を一部の郷土史家らが説いており、後に地元での評価も高まったことから、1993年（平成5年）には安田町が吉田東伍の生家を買い取った。
1997年（平成9年）9月14日、「吉田東伍記念博物館」が開館し、民俗学者の谷川健一が名誉館長に就く。普及・啓蒙活動や地域の教育拠点を目的として、「記念館」ではなく「博物館」と名付けている。

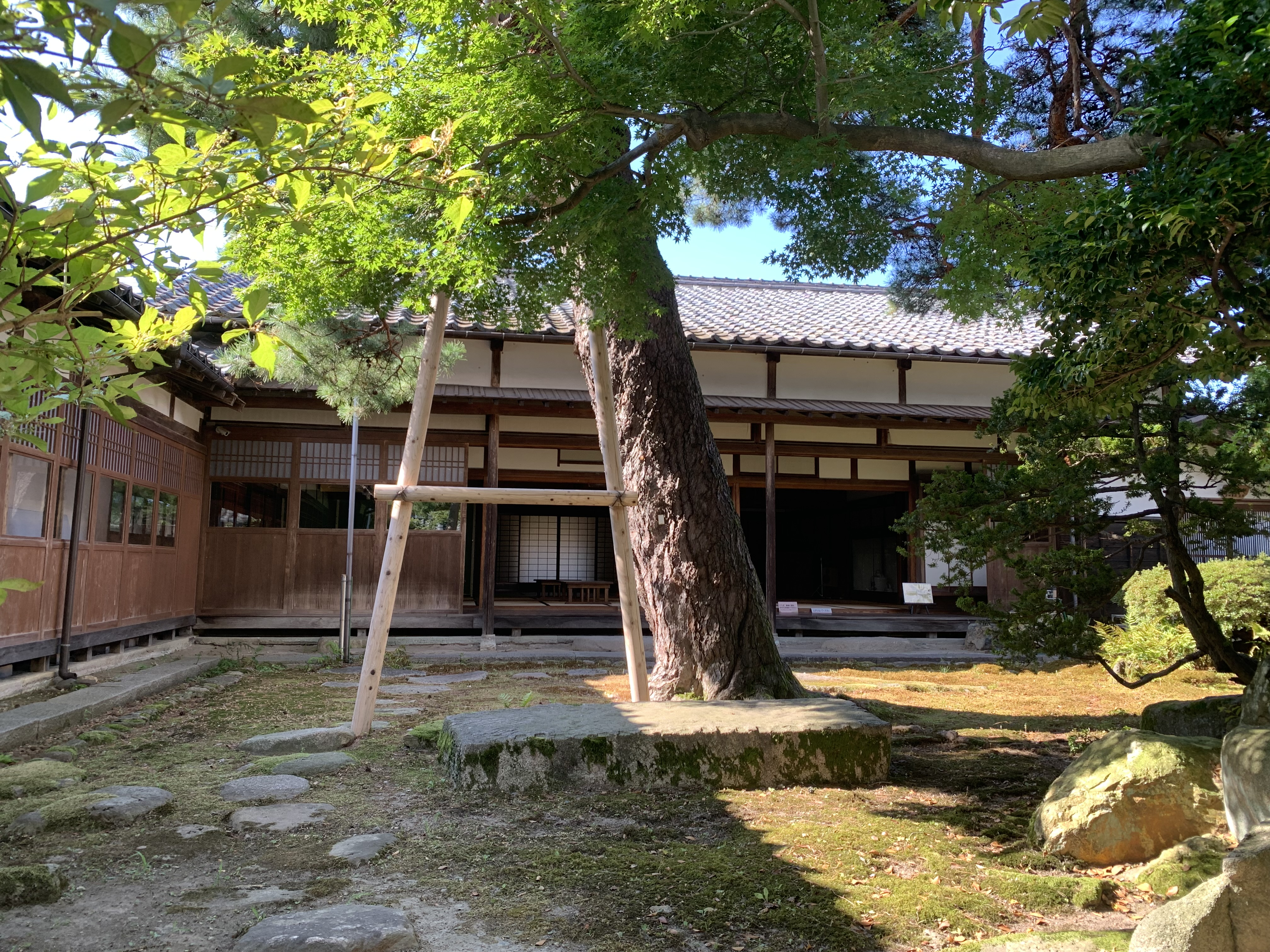
吉田東伍の生家